# José Carlos (estilista)
José Carlos (7 de setembro de 1950, Luanda  - 25 de agosto de 2004 ,Lisboa) foi um estilista e designer português nascido em Angola. Esteve em atividade desde da década de 1970 até aos anos 2000. 

## Vida
José Carlos nasceu a 7 de setembro de 1950, em Luanda, Angola . Aos 16 anos, começou a trabalhar como cabeleireiro. Em 1974 regressa a Portugal. Trabalhou no instituto Isabel Queiroz do Vale entre 1978 e 1981, como cabeleireiro. Começou por criar os seus primeiros modelos no ateliê de Maria de Matos, mãe do estilista Paulo Matos. Entrou no mundo da Alta-costura em 1978, quando apresentou a sua primeira coleção no Hotel Ritz em Lisboa e abriu o seu ateliê também em Lisboa. Em paralelo à moda, o estilista tinha uma linha de cosméticos e uma linha para cabelo.
Desde  1980, Durante a década de 1980, José Carlos foi um dos estilistas responsáveis pelo visual da banda pop “Doce”.
Em 1986, inaugurou a sua primeira loja em Lisboa, e organizou uma passagem de modelos na FIL (Feira Internacional de Lisboa).
No ano seguinte começou a lançar várias linhas de acessórios.
Em 1987 inaugurou uma escola de manequins chamada “Showtime” que encerrou ao fim de três anos devido a vários fatores.
Em 1992 o estilista criou o gabinete José Carlos, destinado para a direção e produção de espetáculos e o agenciamento pessoal e de marcas. Tornou-se consultor de escolas e agências de manequins baseando-se na sua experiência pessoal.
Por volta de 1999/2000, o atelier de José Carlos sofreu um incêndio, afastando-o da ribalta, mas continuou a criar e a costurar.
José Carlos faleceu a 25 de agosto de 2004 no Hospital de Santa Marta, de um enfarte

## Carreira
José Carlos lançou a sua primeira coleção em 1978, e a partir daí continuou como uma presença forte no mundo da [|alta costura]] portuguesa. Participava regularmente nos eventos da Moda Lisboa e do Portugal Fashion . Teve por influências estilísticas Gianfranco Ferré  e Valentino. Foi estilista de celebridades portuguesas como Catarina Furtado e Herman José. Foi também notavelmente estilista da banda pop “Doce” estando por trás dos visuais arrojados e roupas sensuais que destacaram o grupo na época. As suas criações centravam-se em realçar a silhueta feminina. Utilizava bastante o branco, vermelho, roxo e o preto nas suas criações, que só se vendiam em Portugal.